# Saman Khoda
Pour les articles homonymes, voir Saman.

Saman Khoda (en persan : سامان‌خدا), également Sāmān Khudā, est un Persan (Tajik) d'Asie centrale, ancêtre de la dynastie samanide.
Saman a vécu dans la première moitié du VIIIe siècle et on suppose qu'il est un descendant du général sassanide Bahram Chobin, un noble d'une ancienne famille iranienne : la famille féodale Mihran, qui joua un rôle important dans l'histoire des derniers Sassanides.
Saman était un noble zoroastrien, qui était admis à la cour du gouverneur Califal du Khorassan, Asad ibn 'Abd-Allah al-Qasri (723-727). À la Cour d'Asad, Saman, impressionné par la piété de ce dernier, se convertit à l'Islam.
Saman nomma son fils Asad en l'honneur du calife Al-Mamun. Le Calife nomma les fils d'Asad gouverneurs de Samarcande, Ferghana, Shash, Ustrushana et Herat pour leurs bons et loyaux services scellant ainsi la fondation de cette dynastie.
Aujourd'hui au Tadjikistan, Saman est considéré comme le père de la nation tadjik.[réf. nécessaire] Le nom "Saman-khoda" est actuellement un titre qui signifie "propriétaire de (des terres de) Saman". La localisation des terres et des ancêtres de Saman Khoda est sujette à controverse.
Au Tadjikistan, des lieux portent aujourd'hui encore les noms des Amirs de cette dynastie : un monument de 40 mètres de haut représentant Ismail Samani à Douchanbé au Tadjikistan construit en 2000 et le pic Ismail Samani dans le Pamir (anciennement appelé Pic du Communisme).